# Almindelig blåkant
Almindelig Blåkant (Nepeta x faassenii) er en staude med en nedliggende til opstigende vækstform, hvor skuddene er firkantede. Blåkant er en krydsning af arter af Katteurt.

## Beskrivelse
Barken er først lysegrøn og svagt håret. Senere bliver den rødbrun og stadigvæk håret. Bladene er modsatte, lancetformede og groft takkede langs randen. Over- og undersiden er næsten ensfarvet: grågrøn og lodden. 
Blomstringen sker i juni-juli med en mere spredt efterblomstring ind i oktober. Blomsterne er samlet i små klaser ved bladhjørnerne. De enkelte blomster er blåviolette og formet som små læbeblomster. Frugterne modner ikke ordentligt i Danmark.
Rodnettet er kraftigt: Vidt udbredt og dybtgående.
Højde x bredde og årlig tilvækst: 0,3 x 0, 8 m (30 x 10 cm/år).

## Hjemsted
Almindelig Blåkant har som sådan ikke noget hjemsted, men forældrearterne vokser på den sydøstlige side af Kaukasus, i det nordlige Iran og i Nuristan (det nordøstlige Afghanistan), hvor den forekommer på solåbne, grusede, tørre skrænter og sætere.
| Portal | Portal:Botanik |